# Pinhel (freguesia)
Pinhel is een plaats (freguesia) in de Portugese gemeente Pinhel en telt 3462 inwoners (2001).

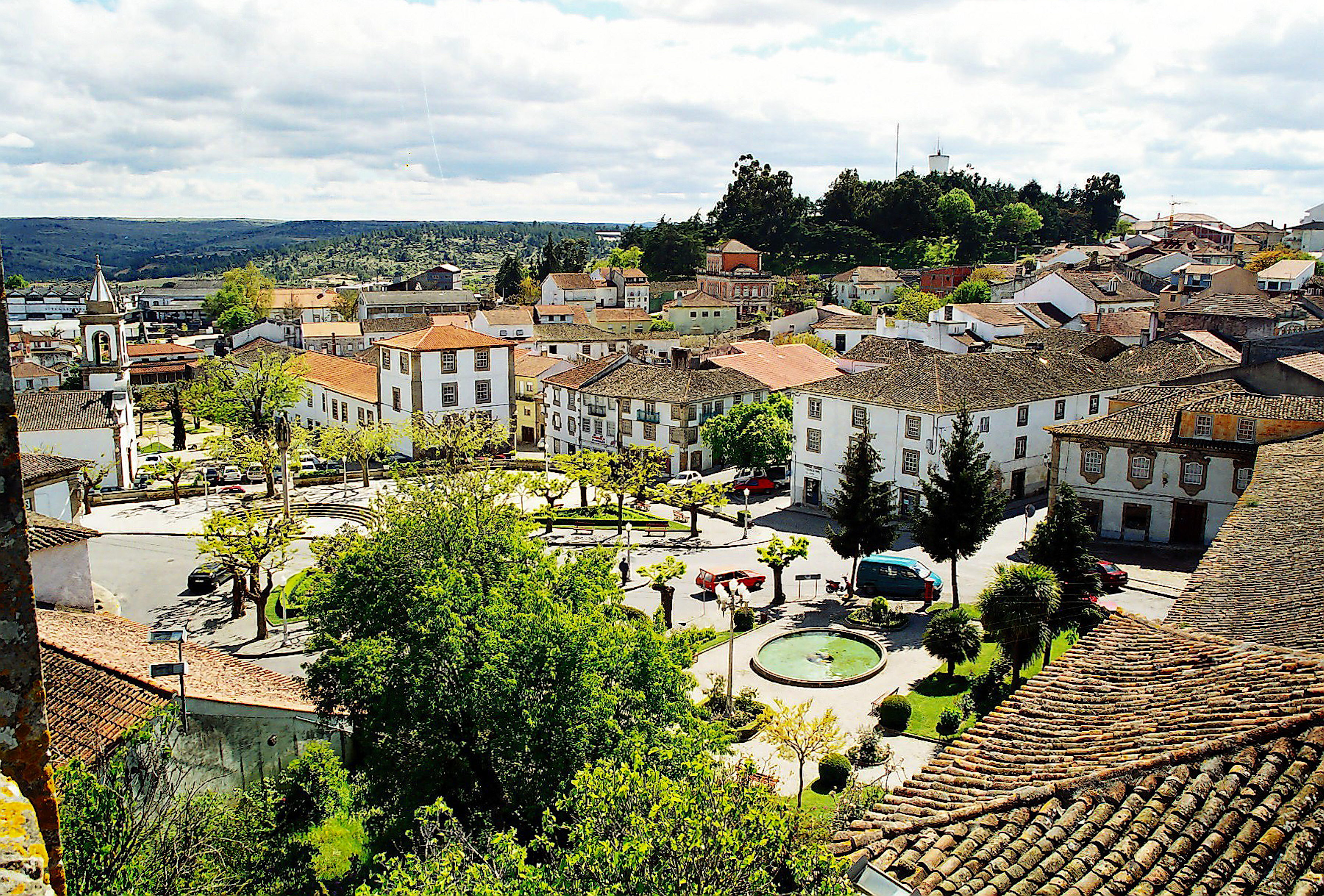
Pinhel